# وون جو (أسطورة)
وون جو (بالإنجليزية: Won Jo)‏ في أساطير ميلانيزيا هو الرب الأعلى في جزيرة روسل Rossel Island وهو زعيم الأفعى الأسطورية الشعبية.